# Hermann von Wichmann
Karl Otto Hermann Wichmann , von Wichmann depuis 1859, (né le 15 décembre 1820 à Magdebourg et mort le 27 octobre 1886 à Breslau) est un général de cavalerie prussien.

## Biographie

### Origine
Il est le fils du colonel prussien Karl Friedrich Wilhelm Wichmann (1794-1850) et sa femme Amalie, née Eses (1800-1850).

### Carrière militaire
Wichmann étudie à la maison des cadets de Berlin et est transféré le 15 août 1838 comme sous-lieutenant au 8e régiment de cuirassiers (de) de l'armée prussienne. Pour poursuivre sa formation, il est affecté à l'école générale de Guerre pendant deux ans à partir de mars 1846. En 1849, lors de la répression de la Révolution badoise, Wichmann participe au siège de Rastatt (de) avec son régiment. L'année suivante, il accède au grade d'adjudant de régiment et est promu premier lieutenant à ce titre le 10 mai 1851. Le 3 juin 1853, sa promotion au rang de Rittmeister est suivie de son transfert au 3e régiment de cuirassiers et de son commandement en tant que chef d'escadron du 8e régiment de cavaliers lourds de la Landwehr. Il est ensuite nommé adjudant de la 15e division d'infanterie à partir du 16 avril 1857 et le 10 novembre 1857, Wichmann est transféré au 8e régiment de cuirassiers, où il reste à ce poste. Avec un brevet daté du 13 août 1853, il est transféré au 5e régiment de hussards (de)  le 23 mars 1858 et commande en tant qu'adjudant à la 4e division d'infanterie.
Le prince régent Guillaume élève Wichmann à la noblesse héréditaire prussienne au nom du roi Frédéric-Guillaume IV le 22 janvier 1859.
Pendant le rapport mobile à l'occasion de la guerre de Sardaigne, il est adjudant de la 2e division de cavalerie. Lors de la réorganisation de l'armée en mai 1860, Wichmann est nommé chef d'escadron du 4e régiment de dragons (pl) et promu major en septembre 1861. À ce titre, il rejoint le Grand État-Major général le 28 novembre 1861 et devient adjudant du gouvernorat de Berlin le 13 mai 1864, poste qu'il occupe à la suite. Promu lieutenant-colonel le 4 juin 1865, il prend le commandement du 8e régiment de dragons à partir du 4 janvier 1866, puis est nommé commandant du régiment le 3 avril 1866. La même année, Wichmann mène ses dragons dans la  guerre contre l'Autriche lors des batailles de Skalitz et de Schweinschädel. Dans la bataille de Nachod, il est blessé à la tête dans la mêlée et perd également son cheval. Wichmann est resté avec ses troupes et peut influencer de manière significative l'issue de la bataille par ses actions. Il reçoit l'ordre Pour le Mérite pour son action.
Après la guerre, Wichmann est promu colonel le 18 avril 1867. Un mois plus tard, il est d'abord affecté au commandement général du 2e corps d'armée, avant d'y être nommé chef d'état-major général le 29 juin 1867. À ce poste, il sert sous les ordres du général commandant Frédéric-Guillaume de Prusse, avec qui Wichmann est en bons termes depuis les combats de Nachod. Pendant la guerre contre la France en 1870/71, il continue à exercer cette fonction et participe, désormais sous le commandement du général Eduard Friedrich Karl von Fransecky, à la bataille de Saint-Privat, aux sièges de Metz et de Paris et à l'armée du Sud.
Décoré des deux classes de la Croix de fer, Wichmann est transféré aux officiers de l'armée après la paix de Francfort le 23 mai 1871 avec son ancien uniforme et nommé commandant de la 25e brigade de cavalerie de la division grand-ducale hessoise. En position à la suite de l'état-major, il est nommé commandant de brigade le 1er janvier 1872 et promu général de division quelques jours plus tard. Le 26 juin 1877, il se voit confier le commandement de la division grand-ducale hessoise, et le 25 septembre 1877, Wichmann est nommé commandant de cette unité majeure, avec promotion au grade de lieutenant général. Il sert dans la même position avec la 16e division d'infanterie à Trèves. Puis Wichmann est transféré à Breslau, au commandement général du 6e corps d'armée et promu général de cavalerie le 18 septembre 1886. Il est mort dans l'exercice de ses fonctions après une courte maladie due à un rhume sévère et a été enterré à Naumbourg.

### Famille
Wichmann a épousé Helene von Borcke (de) (1838-1884), fille du major-général Karl von Borcke (de) (1800-1870). Le mariage donne trois fils :
- Franz Hermann Karl (1860-1922), lieutenant général prussien
- Franz Otto (né en 1862)
- Friedrich Wilhelm (1872-1914), tué en tant que capitaine et chef de bataillon dans le 11e régiment de grenadiers avant Reims